# Ahgykson Island
Ahgykson Island, tidigare Harwood Island,  är en ö i Kanada.   Den ligger i Powell River Regional District och provinsen British Columbia, i den sydvästra delen av landet, 3 600 km väster om huvudstaden Ottawa. Arean är 8,9 kvadratkilometer.
Terrängen på Harwood Island är platt. Öns högsta punkt är 96 meter över havet. Den sträcker sig 5,0 kilometer i nord-sydlig riktning, och 3,1 kilometer i öst-västlig riktning.